# Хелла Хаассе
Хелла Хаассе (нід. Hélène Serafia (Hella) Haasse; нар. 2 лютого 1918 Джакарта, Батавія — пом. 29 вересня 2011, Амстердам, Нідерланди) — голландська письменниця, що писала твори у новаторському стилі — історична вигадка. Кавалер Ордену Почесного легіону Франції (2004 рік).

## Життєпис
Хелла Хаассе народилася в Джакарті, колоніально-залежної від Нідерландів Батавії. Коли вона закінчила середню школу її сім'я переїхала до Нідерландів. У 1945 році вона дебютувала зі своєю збіркою віршів під назвою «Stroomversnelling». Ім'я в літературній сфері Хаассе здобула в 1948 році, коли її новела «Oeroeg» дебютувала на заході «голландський тиждень книги». В книзі розповідалася історія дружби між голландцем та індонезійським хлопчиком. Подальший успіх їй принесли наступні твори: « Het woud der verwachting» (1949), «Een nieuwer testament» (1966) та «Mevrouw Bentinck of Onverenigbaarheid van karakter» (1978). У 1992 році вона опублікувала ще один роман про голландську Ост-Індію, що отримала високу оцінку від літераторів — «Heren van de thee». Роботи Хелла Хаассе характеризуються неісторичністю та простотою викладення. Такі романи, як «De ingewijden» (1957), «Huurders en onderhuurders» (1971), «Berichten van het blauwe huis» (1986), «Fenrir» (2000) та «Sleuteloog» (2002) зображають історії простих людей, а також описують їх поведінку перед життєвими труднощами. Відомі не тільки в Нідерландах, а й за їх межами збірки оповідань Хаассе: «Uitgesproken, opgeschreven» (1996) та «Zwanen schieten» (1998). У 2006 році багато з її оповідань були зібрані в збірку «Het tuinhuis». За життя Хаассе отримала кілька престижних літературних премій, серед яких премія Пітера Корнеліса Гофта (1983) та голландська літературна премія (2004), а її роботи перекладено багатьма мовами світу.

## Твори
- «Zelfportret als legkaart» (1954)
- «Mededelingen van de Stichting Jacob Campo Weyerman. Jaargang 10» (1970)
- «Nieuw Letterkundig Magazijn. Jaargang 9» (1970)
- «Vestdijkkroniek. Jaargang» (1974)
- «Betje Wolff» (1979)
- «Jaarboek van de Maatschappij der Nederlandse Letterkunde» (1982)
- «Doodijs en hemelsteen» (2000)
- Vestdijkkroniek. Jaargang (2002)
- «Het ondenkbare verhaal» (2005)
- Het Liegend Konijn. Jaargang 4 (2006)
- Literair lustrum 2. Een overzicht van vijf jaar Nederlandse literatuur 1966—1971 (2007)[11]